# Centris horvathi
Centris horvathi är en biart som beskrevs av Heinrich Friese 1900. Centris horvathi ingår i släktet Centris och familjen långtungebin. Inga underarter finns listade.